# Deadpool 2
Deadpool 2 este un film cu supereroi american din 2018 bazat pe personajul Marvel Comics Deadpool, distribuit de 20th Century Fox. Este cea de-a unsprezecea tranșă din seria de filme X-Men și o continuare directă la filmul Deadpool din 2016. Filmul este regizat de David Leitch dintr-un scenariu de Rhett Reese, Paul Wernick și Ryan Reynolds, iar Reynolds joacă rolul principal alături de Josh Brolin, Morena Baccarin, Julian Dennison, Zazie Beetz, T.J. Miller, Brianna Hildebrand și Jack Kesy. În film, Deadpool formează echipa X-Force pentru a proteja un tânăr mutant de soldatul care călătoreste în timp.